# Jurica Arapović
Jurica Arapović (Metković, 22. lipnja 1978.) je bosanskohercegovački infektolog, sveučilišni profesor i državni dužnosnik. Redoviti je profesor na Medicinskom fakultetu Sveučilišta u Mostaru te pomoćnik ministra civilnih poslova Bosne i Hercegovine za sektor zdravstva. U svom znanstveno-istraživačkom radu bavi se infektivnim bolestima, imunologijom i javnim zdravstvom, a poznat je i po svom angažmanu tijekom pandemije COVID-19.

## Obrazovanje
Arapović je diplomirao na Medicinskom fakultetu Sveučilišta u Mostaru 2003. godine. Doktorirao je 2009. godine na Medicinskom fakultetu Sveučilišta u Rijeci. Specijalizirao je infektologiju 2013. godine. 

## Akademska karijera
Od 2013. godine pročelnik je Katedre za medicinsku biologiju na Medicinskom fakultetu Sveučilišta u Mostaru, a 2022. godine postaje redoviti profesor u trajnom zvanju. Objavio je više od 50 znanstvenih radova u međunarodnim časopisima te sudjelovao u više od 60 stručnih kongresnih priopćenja. Autor je sedam knjiga i monografija. Bio je voditelj i suradnik u više od 20 znanstveno-istraživačkih projekata, uključujući teme iz virusologije, zoonoza i cijepljenja. Aktivni je recezent u preko 30 svjetskih biomedicinskih časopisa.

## Klinički i stručni rad
Radio je kao infektolog u Sveučilišnoj kliničkoj bolnici Mostar. Poseban doprinos dao je tijekom pandemije COVID-19, kada je bio član Kriznog stožera Federacije Bosne i Hercegovine za suzbijanje pandemije.
Aktivno se bavi problematikom imunizacije, infekcija te zoonoza.

## Dužnosti
Od svibnja 2024. godine obnaša dužnost pomoćnika ministra za zdravstvo u Ministarstvu civilnih poslova Bosne i Hercegovine. U tom svojstvu koordinira državne zdravstvene projekte, suradnju s međunarodnim organizacijama (npr. WHO, Eurotransplant,...), kao i reforme u području javnog zdravstva.
Predsjednik je znanstvenog odbora brojnih simpozija, uključujući Simpozij infektologa Bosne i Hercegovine s međunarodnim sudjelovanjem 2018. i 2024. godine.

## Nagrade i priznanja
Godine 2021. dobitnik je Godišnje nagrade za znanost u Federaciji Bosne i Hercegovine.
Godine 2022. dobitnik je državne nagrade u području znanosti, za uspjehe na međunarodnom planu i doprinos razvoju znanstvenoistraživačkog rada u području infektivnih bolesti i imunologije.
Nositelj je stručnog zvanja primarijus, koje mu je dodijeljeno za izniman doprinos razvoju zdravstvene djelatnosti u Bosni i Hercegovini.

## Članstva
Bio je predsjednik Skupštine Asocijacije infektologa BiH (2017. – 2021.). Član je Europskog udruženja mikrobiologa i infektologa ESCMID. Član je Radne skupine Međunarodnog društva za antimikrobnu kemoterapiju (ISAC) za zoonoze. Aktivno sudjeluje u radu domaćih i međunarodnih stručnih tijela te je član uredništava više znanstvenih časopisa (Infection, The Journal of Infection in Developing Countries, Biomolecules and Biomedicine). 

## Privatni život
Živi u Gabeli, o. Čapljina.

## Vanjske poveznice
- https://scholar.google.hr/citations?user=2Q-cVzwAAAAJ&hl=hr

- https://orcid.org/0000-0002-7674-6795lar